# Alfredo de Castro

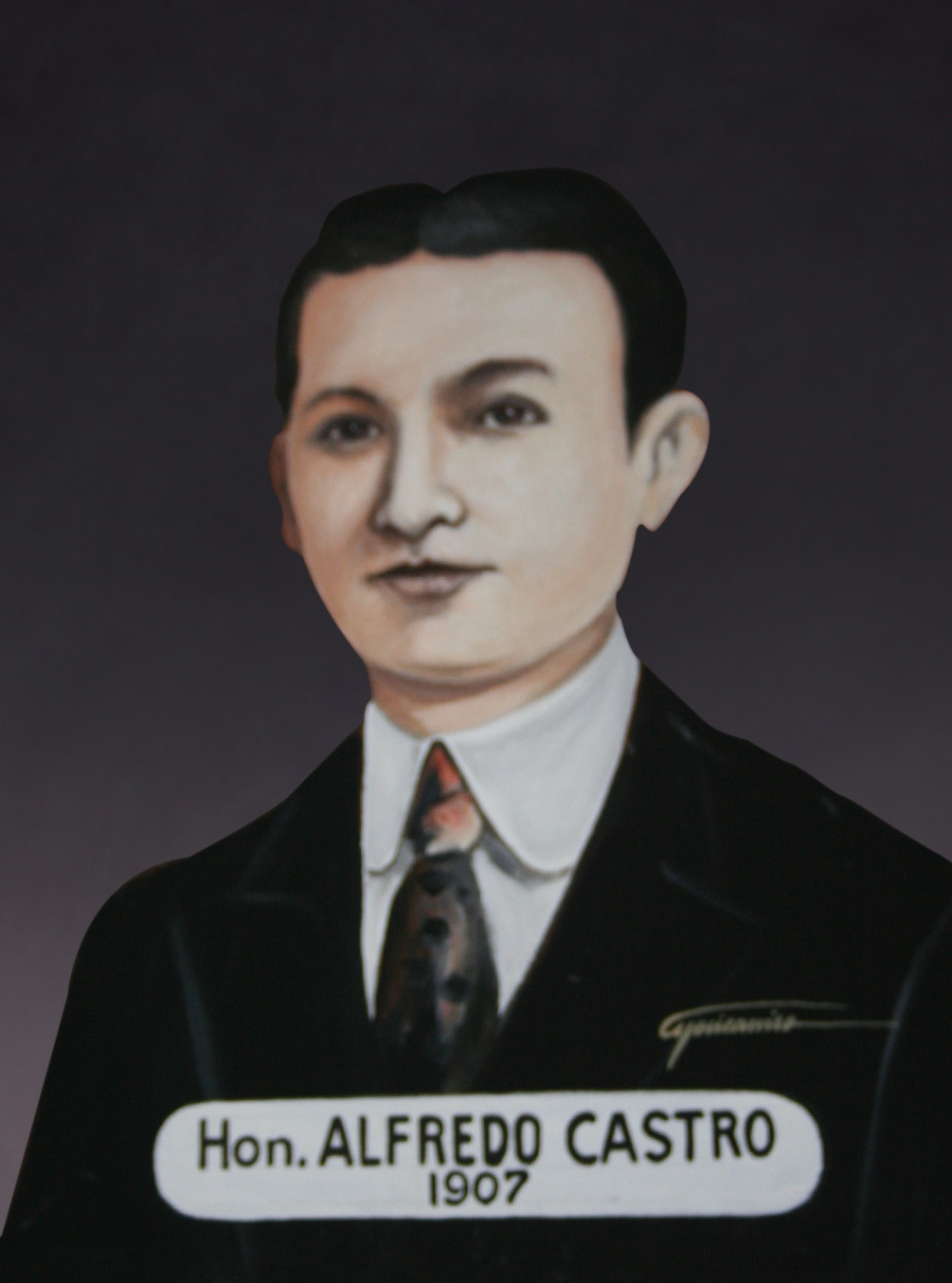
Een portret van gouverneur Alfredo de Castro (1907)

Alfredo de Castro (Atimonan, 1869 – ?) was een Filipijns landbouwkundige en politicus. 

## Biografie
De Castro studeerde Landbouwkunde aan University of Manila. De Castro was landeigenaar en was tijdens de Spaanse koloniale periode vier jaar lang justice of peace (lokale rechter). In 1898 werd hij viceburgemeester en in 1904 burgemeester van Atimonan. Van 1906 tot en met 1907 was De Castro gouverneur van de provincie Tayabas als opvolger van Manuel Quezon. In deze periode was hij verantwoordelijk voor de eerste Central School (een speciale middelbare school) van Antimonan, liet hij er een gemeentehuis bouwen en opende hij de weg van Atimonan naar Pagbilao en de beroemde zigzagweg, met de naam Rizal National Highway. Als gouverneur werd hij in 1908 opgevolgd door Domingo Lopez.

## Bron
- Profiel Alfredo de Castro, website provincie Quezon, geraadpleegd op 22 oktober 2011.